# Andrea Paluch
Andrea Paluch (* 14. Mai 1970 in Langenhagen) ist eine deutsche Schriftstellerin und Übersetzerin.

## Leben und Wirken
Andrea Paluch wuchs in Garbsen (Region Hannover) auf und besuchte bis 1989 das dortige Geschwister-Scholl-Gymnasium Berenbostel. Anschließend studierte sie Literaturwissenschaft sowie Linguistik und Englische Philologie an der Universität Hannover, ebenso an der Albert-Ludwigs-Universität in Freiburg im Breisgau und der Universität Hamburg. 1992/1993 folgte ein Auslandsstudium „International Cultural Studies“ an der Universität Roskilde in Dänemark. Während des Studiums lernte sie Robert Habeck kennen; sie heirateten 1996. Sie wohnte in Kopenhagen, nach dem Studium lebte sie im Jahr 2000 mehrere Monate in Svendborg und arbeitete dort mit einem Forschungsstipendium im Brecht-Haus. Nach einem Sohn folgte im Jahr 1999 die Geburt von Zwillingen, und die Familie zog nach Lüneburg um. 2000 wurde Paluch an der Universität Hamburg zur Doktorin (Dr. phil.) mit der Dissertation Selbstreferentialität in der zeitgenössischen britischen Lyrik promoviert. Im Jahr 2001 zog die Familie nach Großenwiehe bei Flensburg um, wo 2002 ihr vierter Sohn geboren wurde. Ihre Doktorarbeit erschien 2002 in Heidelberg unter dem Titel The Afterlives of the Poets als Monografie.
Paluch debütierte als Autorin 2001 mit dem historischen Roman Hauke Haiens Tod. Anschließend verfasste sie zusammen mit Robert Habeck mehrere Romane für Erwachsene und Jugendliche sowie das Schauspiel Neunzehnachtzehn über den Kieler Matrosenaufstand im November 1918. Gemeinsam übersetzten sie englischsprachige Lyrik von Charles Reznikoff, Paul Auster, Roger McGough, Ted Hughes und William Butler Yeats ins Deutsche und schrieben Kinder- und Jugendbücher. Sie schrieben für den Rundfunk Berlin-Brandenburg (rbb) mehrere Radiogeschichten für die Hörfunksendung Ohrenbär. Von 2007 bis 2010 verfasste Paluch eine wöchentliche Kolumne für den Schleswig-Holsteinischen Zeitungsverlag und wirkte als Lehrbeauftragte an der Europa-Universität Flensburg. Sie arbeitet als Musikerin, Journalistin, Dozentin, Lernberaterin, Schriftstellerin und Übersetzerin.
Paluch lebt in Flensburg und Berlin. Der ehemalige Politiker Stefan Birkner (FDP) ist als Ehemann ihrer Schwester ihr Schwager.

## Auszeichnungen
- 1996: Preis für Literarische Übersetzungen der Stadt Hamburg (zusammen mit Robert Habeck)[8]
- 2000 und 2004: Forschungsstipendium des Brecht-Hauses in Svendborg[9]
- 2002: Drehbuchförderung des Landes Schleswig-Holstein für das Drehbuch „Die Schattenreiterin / Hauke Haiens Tod“ (zusammen mit Robert Habeck)[9][10]
- 2008: Jugendbuchpreis Goldener Lufti für das Buch Unter dem Gully liegt das Meer (zusammen mit Robert Habeck)

## Publikationen (Auswahl)

### Schulbücher
- Der andere Körper (= Faktor fünf, 12). Kaleidoscope, Copenhagen 1995, ISBN 87-00-21994-0.
- Megaherz (= Faktor fünf, 13). Schulbuch (1997). Ernst Klett Verlag, Stuttgart 2004, ISBN 3-12-676362-6.
- Getrennt ganz nah. Eine Liebe im Internet (= Faktor fünf, 17). Kaleidoscope, Copenhagen 1998, ISBN 87-00-29386-5.

### Belletristik

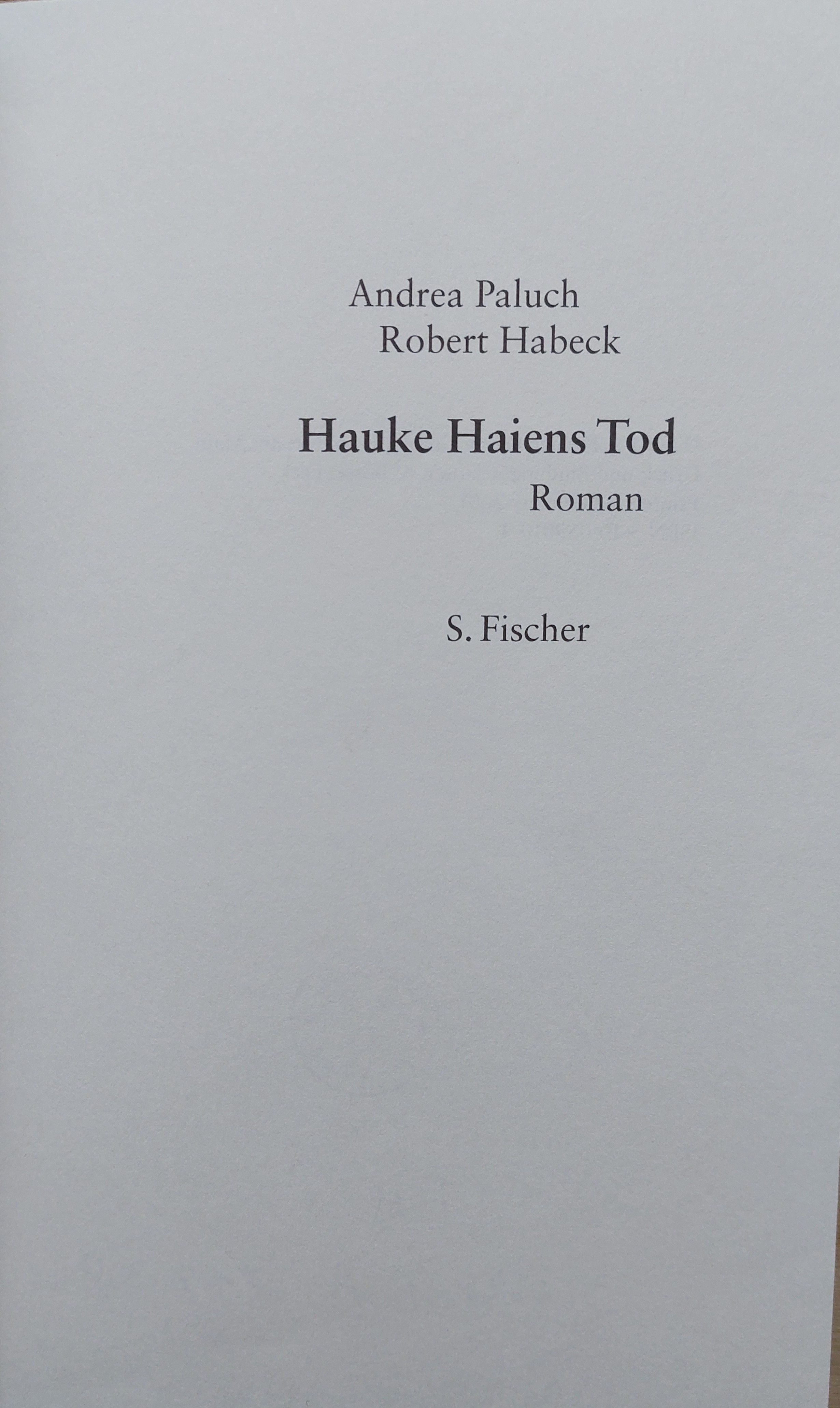
Roman (2001)

- mit Robert Habeck: Hauke Haiens Tod. Historischer Roman. S. Fischer Verlag, Frankfurt am Main 2001, ISBN 978-3-10-059010-7.
- mit Robert Habeck: Jagd auf den Wolf. Ab 10 Jahre. Bertelsmann, Gütersloh 2001, ISBN 978-3-570-12626-4.
- The Afterlives of the Poets. (zugleich Doktorarbeit 2000, Universität Hamburg) Mattes Verlag, Hamburg 2002, ISBN 3-930978-48-2.
- mit Robert Habeck: Der Schrei der Hyänen. historischer Roman. Piper, München 2004, ISBN 3-492-04611-8.
- mit Robert Habeck: Wolfsspuren. Kinderbuch. Omnibus, München 2005, ISBN 3-570-21447-8.
- mit Robert Habeck: Der Tag, an dem ich meinen toten Mann traf. Roman. Piper, München 2005, ISBN 3-492-04706-8.
- mit Robert Habeck: Zwei Wege in den Sommer. Roman. Patmos, Düsseldorf 2006, ISBN 3-7941-8046-1.
- mit Robert Habeck: Unter dem Gully liegt das Meer. Jugendbuch. Sauerländer, Düsseldorf 2007, ISBN 3-7941-8071-2.
- mit Robert Habeck, Frank Trende: 1918 – Revolution in Kiel (= Gesellschaft für Kieler Stadtgeschichte. Sonderveröffentlichungen der Gesellschaft für Kieler Stadtgeschichte. Band 61). Boyens Buchverlag, Heide 2008, ISBN 978-3-8042-1264-0.
- mit Robert Habeck: SommerGIG. Jugendbuch. Patmos, Düsseldorf 2009, ISBN 978-3-7941-7075-3.
- mit Robert Habeck: Felix und Lea. Der Turm ohne Türen. Jugendbuch. Sauerländer, Düsseldorf 2009, ISBN 978-3-7941-6134-8.
- mit Robert Habeck: Felix und Lea. Jagd auf den Falken. Jugendbuch. Sauerländer, Düsseldorf 2010, ISBN 978-3-7941-6135-5.
- mit Robert Habeck: Bevor du mit dem Teufel tanzt. Jugendbuch. Sauerländer, Düsseldorf 2009, ISBN 978-3-7941-7078-4.
- Nichts ist alltäglich. Kolumnen von Andrea Paluch. Ellert & Richter, Hamburg 2010, ISBN 978-3-8319-0427-3.
- mit Robert Habeck: Wolfsnacht. Kinderbuch. Sauerländer, Mannheim 2011, ISBN 978-3-7941-6136-2.
- Zwischen den Jahren. Roman. Ellert & Richter, Hamburg 2012, ISBN 978-3-8319-0459-4.
- Wundervolles Dorfleben. Anthologie. Boyens, Heide 2015, ISBN 978-3-8042-1422-4.
- mit Robert Habeck: Ruf der Wölfe. Kinderbuch. Edel Kids Books, Hamburg 2019, ISBN 978-3-96129-092-5.
- mit Robert Habeck: Flug der Falken. Jugendbuch. Edel Kids Book, Hamburg 2020, ISBN 978-3-96129-175-5.
- Gipfelgespräch. Roman. Ellert & Richter, Hamburg 2020, ISBN 978-3-8319-0773-1.
- mit Robert Habeck: Kleine Helden, große Abenteuer. Vorlesegeschichten für jeden Tag. Edel Kids Books, Hamburg 2020, ISBN 978-3-96129-146-5.
- Die besten Weltuntergänge. Was wird aus uns? Zwölf aufregende Zukunftsbilder. Illustriert durch Annabelle von Sperber, Kinderbuch, Klett Kinderbuch Verlag, Leipzig 2021, ISBN 978-3-95470-255-8.

Übersetzungen
- mit Robert Habeck: Roger McGough: Tigerträume. Gedichte. Mattes Verlag, Heidelberg 1997, ISBN 978-3-930978-32-8.
- mit Robert Habeck: Ted Hughes: Birthday Letters. Gedichte. Frankfurter Verlagsanstalt, Frankfurt am Main 1998, ISBN 3-627-00015-3.
- mit Robert Habeck: William Butler Yeats: Ein Morgen grünes Gras. Gedichte. Luchterhand Literaturverlag, München 2000, ISBN 3-630-86982-3.
- mit Robert Habeck: Paul Auster entdeckt Charles Reznikoff. Europa-Verlag, Hamburg 2001, ISBN 978-3-203-84305-6.
- Abigail Marshall, Ronald Dell Davis: Autismus verstehen und verändern. Am Leben teilnehmen mit dem Davis-Autismus-Ansatz. Ioannis Tzivanakis Verlag (ITV), Hamburg 2013, ISBN 978-3-940493-06-4.
- Teile von Paul Auster: Mit Fremden sprechen. Dt. von Werner Schmitz, Robert Habeck, Andrea Paluch, Alexander Pechmann, Marion Sattler Charnitzky. Rowohlt, Hamburg 2020, ISBN 978-3-498-00165-0
- Glenn Bech: Ich erkenne eure Autorität nicht länger an. Manifest. Alfred Kröner Verlag, Stuttgart 2023 (aus dem Dänischen).

Drehbücher
- 2002: Die Schattenreiterin – Adaption des Romans Hauke Haiens Tod (2001)
- 2008: Der Tag, an dem ich meinen toten Mann traf

Schauspiel
- Neunzehnachtzehn – Adaption von 1918 – Revolution in Kiel → Wiederaufnahme 2019/2020[11]